# Summerbridge
Summerbridge – wieś w Anglii, w hrabstwie North Yorkshire, w dystrykcie (unitary authority) North Yorkshire. Leży 42 km na zachód od miasta York i 302 km na północ od Londynu.